# Transmediale

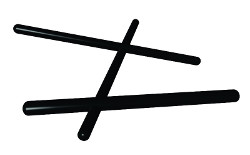
transmediales logotyp

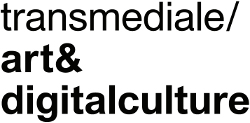
transmediale logotyp i skrift

transmediale är en årlig festival för konst och digital kultur i Berlin. Vanligtvis äger festivalen rum under fem dagar i slutet av januari. Festivalen består av ett konferensprogram, ett film- och videoprogram, workshops och varierande konstutställningar och performance.
Festivalen grundades 1988 som VideoFilmFest, och var en del av Berlinale. År 2001 bytte festivalen namn till transmediale.
Ett flertal samarbetsprojekt och nätverksaktiviteter är kopplade till festivalen. Dessa inkluderar Vilém Flusser Residency Program for Artistic Research, och tidskriften transmediale/journal. Parallellt med transmediale anordnas CTM Festival som är en plattform för experimentell och elektronisk musik. Från att tidigare ha varit ett sidoevenemang till transmediale är nu CTM Festival ett självständigt organiserat och kuraterat evenemang.

## Historia
Transmediale grundades av Hartmut Horst och Micky Kwella år 1988. Konsthistorikern och kuratorn Andreas Broeckmann var konstnärlig ledare för festivalen mellan år 2001 och 2007. Han efterträddes av medie- och konstforskaren Stephen Kovats som ledde festivalen fram till 2011. Sedan april 2011 leds transmediale av kuratorn och medieforskaren Kristoffer Gansing.